# Back Home (EP)
Back Home ist eine Extended Play der deutschen Synthie-Pop-Band And One. Die EP erschien am 13. Januar 2012 über das Label SPV.

## Hintergrund
Nach dem 2011 erschienenen Album Tanzomat, welches von der Kritik eher mittelmäßig aufgenommen wurde, setzte sich And One daran, an dem neuen Album S.T.O.P zu arbeiten, das ursprünglich als das letzte Album angekündigt war. Zum ersten Mal seit dem Split 2001 arbeiteten Steve Naghavi zusammen mit Rick Schah und Joke Jay gemeinsam an einem Album. Für Ende 2013 war eine Abschiedstournee geplant, die jedoch später verschoben werden musste. Vor dem Release des eigentlichen Albums am 25. Mai 2012 schob die Band die Veröffentlichung der Back Home-EP, die gleichzeitig die erste Auskopplung aus dem Album darstellt.
Das Mastering der CD übernahm Nico Wieditz. Produziert wurden die Songs von Steve Naghavi und Wieditz. Die Backing Vocals in Back Home stammen von Sophia Lengert. Rick wurde zusätzlich von Olaf Wollschläger programmiert, welcher auch den Livetrack High mixte.

## Titelliste
1. Back Home (Club Mix) (Musik: Steve Naghavi, Text: Steve Naghavi, Joke Jay) – 5:08
2. Wounds (Musik & Text: Steve Naghavi) – 3:55
3. Rick (Musik: Steve Naghavi, Text, Joke Jay, Steve Naghavi) – 4:54
4. High (Live in Peine, The Original) (Musik & Text: Joke Jay) – 3:48
5. Back Home (Mixed Conditioner) (Remix von Nico Wieditz) – 6:13
6. Back Home (Berlin Mixer) (Remix von Daniel Myer) – 5:29
7. Missing Track (Including Hidden Track) (Musik & Text: Steve Naghavi) – 8:37

## Musikstil und Songinfos
Zum ersten Mal seit 2001 im erfolgreichen Line-up der 1990er Jahre versuchte man auf dieser EP zurück zu den Wurzeln zu kehren und Spannung für das nächste Album zu entwickeln. So ist auf dieser EP der traditionelle Synthie-Pop der Band zu hören.
Back Home ist als programmatischer Titel zu verstehen. Tatsächlich versuchten And One mit dem Album und dieser EP zurück zu ihren musikalischen Wurzeln zu kehren. Im Text heißt es, sie kehren nun vom Mars nach Berlin zurück. Vom Himmel fallen sie laut Text in die Hölle, um dort Menschen zu verbrennen – ein Fehler, wie sie denken. Das könnte sich scherzhaft auf ihr vergangenes Album, mit dem sie neue Wege gegangen sind und damit keinen großen Erfolg hatten, beziehen. Der Titel ist auf der EP außerdem zweimal als Remix vertreten, einmal von Nico Wieditz und einmal von Daniel Myer von Haujobb. Der von Nico Wieditz angefertigte Remix erinnert dabei etwas an Depeche Mode.
Der Titel Rick ist Keyboarder Rick Schah gewidmet und ein sehr ironisches Lied („Everybody knows he is ready for the job of the president of Marzahn“). Rick wird als ein junger Partygänger dargestellt („There was a guy who wants to party every day, every night“), der sozial jedoch keinen sehr hohen Status hatte („He had no money, had no girlfriend; he was feeling alright“).
Wounds ist eine Ballade, die sich musikalisch eher an den 2000er Veröffentlichungen der Band orientiert.
High, eine B-Seite der Sometimes-Single von 1997 wurde beim Abschlusskonzert der Sextron Tour in Peine aufgenommen. Den Gesang übernahm Joke Jay.
Missing Track erzählt von einem Menschen, der eine geliebte Person vermisst und stets versucht, Kontakt mit ihr aufzunehmen („Day by day you get my letters“). Dabei handelt es sich um ein eher rockorientiertes Lied, bei dem die Gitarre im Vordergrund steht und das etwas an The Cure erinnert. Laut den Credits handelt es sich um eine Coverversion von der Band The Missing Band. Diese existiert aber nicht und als Songwriter ist Steve Naghavi angegeben.
Am Ende des Liedes Missing Track befindet sich nach 55 Sekunden der Stille ein Hidden Track.

## Rezensionen
Von der Kritik wurde Back Home unterschiedlich bewertet. Terrorverlag gab dem Album 5,5 von 10 möglichen Sternen. "Zuallererst: Die Jungs klingen dank Steves Stimme wie eh und je, auf große Experimente verzichtet man getrost, die erwartete neue Energie fehlt mir aber leider, denn der eröffnende Titeltrack „Back Home“ kommt ziemlich träge und schwerfällig in Fahrt, wobei er eigentlich spätestens im Refrain relativ gut zündet, aber ein richtiger Hit sieht anders aus."
Mit 4 von 5 Sternen bewertete Medienkonverter den Song gut. „Die von Backgroundsängerin Sophia Lengert geträllerte Bridge bringt zumindest ein wenig Abwechslung in die bewährte Songstruktur. Ordnet man diesen Vorboten des kommenden Albums „S.T.O.P.“ historisch ein, gab es zwar schon schlechtere Album-Appetizer („Sex Drive / Zerstörer“), aber auch bessere, weil nachhaltig wirkende Aushängeschilder („Military Fashion Show“ und „Krieger“). Back Home geht in Ordnung, mehr nicht.“
In der Rezension von SparklingPhotos wird zwar der immer gleiche And One-Klang angemerkt, trotzdem wird der Song und die gesamte EP sehr gelobt und mit 8,5 von 10 Sternen bewertet. „Auch wenn And One eher Abstand von neuen Gefilden nahmen, ist die EP doch ein voller Erfolg. Wer braucht auch schon neue Ideen, wenn es auch so immer wieder so gut funktioniert?“